# إيرل دبليو. والاس
إيرل دبليو. والاس (بالإنجليزية: Earl W. Wallace)‏ هو كاتب سيناريو وكاتب أمريكي، ولد في القرن العشرين.

## وصلات خارجية
- إيرل دبليو. والاس على موقع IMDb (الإنجليزية)
- إيرل دبليو. والاس على موقع قاعدة بيانات الفيلم (الإنجليزية)